# Aglomeració Concarneau Cornouaille
Aglomeració Concarneau Cornouaille (en bretó Konk-Kerne Tolpad-kêrioù) és una estructura intercomunal francesa, situada al département del Finisterre a la regió Bretanya. Té una extensió de 370 kilòmetres quadrats i una població de 49.628 habitants (2011).

## Composició
Agrupa 9 comunes:
1. Concarneau
2. Elliant
3. Melgven
4. Névez
5. Pont-Aven
6. Rosporden
7. Saint-Yvi
8. Tourc'h
9. Trégunc